# Doris Leslie
Doris Leslie, geborene Doris Oppenheim, verheiratete Doris Hannay, (* 1902; † 1982) war eine britische Schriftstellerin.

## Leben
Leslie war eine Romanautorin und schrieb historische Biographien. Ihrem ersten Roman, The Starling, der 1927 veröffentlicht wurde, folgten 13 weitere Werke nach. Ihre Bekanntheit steigerte sich mit der Veröffentlichung von Royal William, einer Biographie König William IV. im Jahr 1940. Es folgten Polonaise, eine Beschreibung von Chopins Leben, die zum Bestseller avancierte, oder The Scepter and the Rose, die Geschichte von Karl II. und Katharina von Braganza. Einige Bekanntheit erlangte die Biographie des bekannten französischen Balladensängers François Villon mit dem Titel Ich singe von Bett und Galgen (1962).
Doris Leslie war zweimal verheiratet und verwitwet. Sie hatte keine Kinder. Ihr zweiter Mann war Sir Walter Hannay, der 1961 gestorben ist.